# Gobierno en funciones
Un gobierno en funciones es aquel que ejerce el poder ejecutivo en sustitución o continuidad de quien le corresponde hacerlo en propiedad, por ejemplo cuando dimite un jefe de gobierno o en el tiempo intermedio desde que se celebran elecciones hasta que se elige a un nuevo gobierno.
Es un gobierno temporal que ejerce hasta que se forma o instala el siguiente sin cambiar el régimen político. Por ello, suele tener atribuciones y responsabilidades más reducidas, pues normalmente no puede tomar ninguna decisión relevante o carece de potestad para elaborar y/o presentar proyectos de ley.
Este término es usado sobre todo en sistemas democráticos. Se diferencia de un gobierno provisional en que este último asume el poder tras la caída de un régimen hasta que se elabora una Constitución.

## En sistemas parlamentarios
Después de las elecciones al parlamento, la Cámara Baja elige un gobierno. Al ser requerida una mayoría cualificada, los miembros deben pactar para elegir un candidato. En la práctica, son los partidos los que acaban pactando. En el tiempo que transcurre desde las elecciones hasta que se elige un nuevo gobierno, el anterior se considera en funciones. También puede ocurrir que se apruebe una moción de censura. En ese caso, el gobierno queda en funciones hasta que se elige al siguiente (mediante elecciones o no, según la regulación).

### En España
En España los aspectos referidos al gobierno en funciones están regulado en el Título IV de la Ley 50/1997, del 28 de noviembre. Se da en los siguientes supuestos: 
- Tras la celebración de elecciones generales.
- Pérdida de confianza parlamentaria del Gobierno.
- Dimisión o fallecimiento del presidente.

## En sistemas presidencialistas
En los sistemas presidencialistas, el presidente (y en ocasiones el vicepresidente) es elegido por sufragio directo o indirecto. El gobierno está en funciones desde que se convocan las elecciones hasta que se forma el siguiente gobierno.[cita requerida]